# Fernando Benatti
Fernando Benatti (Mirandola, 5 febbraio 1945) è un ex calciatore italiano, di ruolo difensore o centrocampista.

## Caratteristiche tecniche
Utilizzato come centrocampista offensivo all'inizio della carriera, in seguito venne progressivamente arretrato fino a ricoprire i ruoli di terzino e di libero.

## Carriera

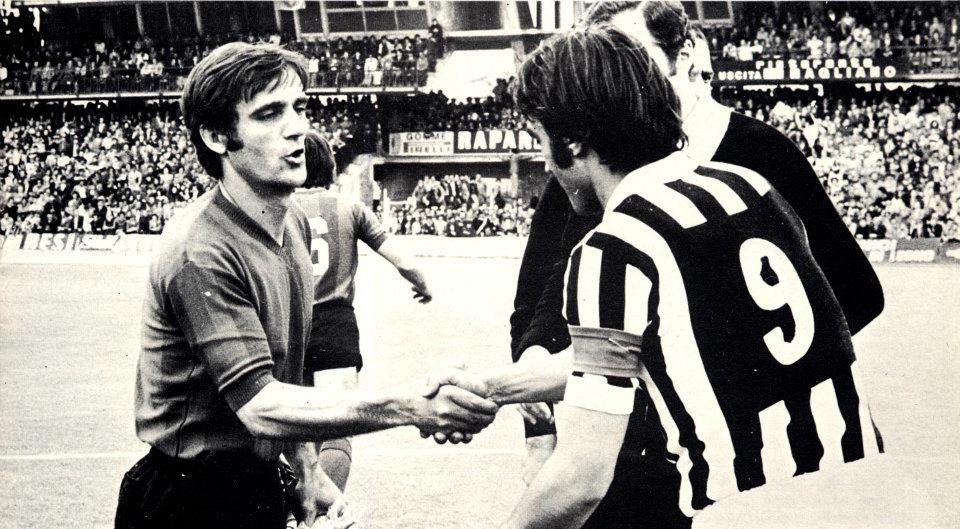
Benatti capitano della Ternana nel 1975, intento a salutare il suo omologo juventino, Anastasi.

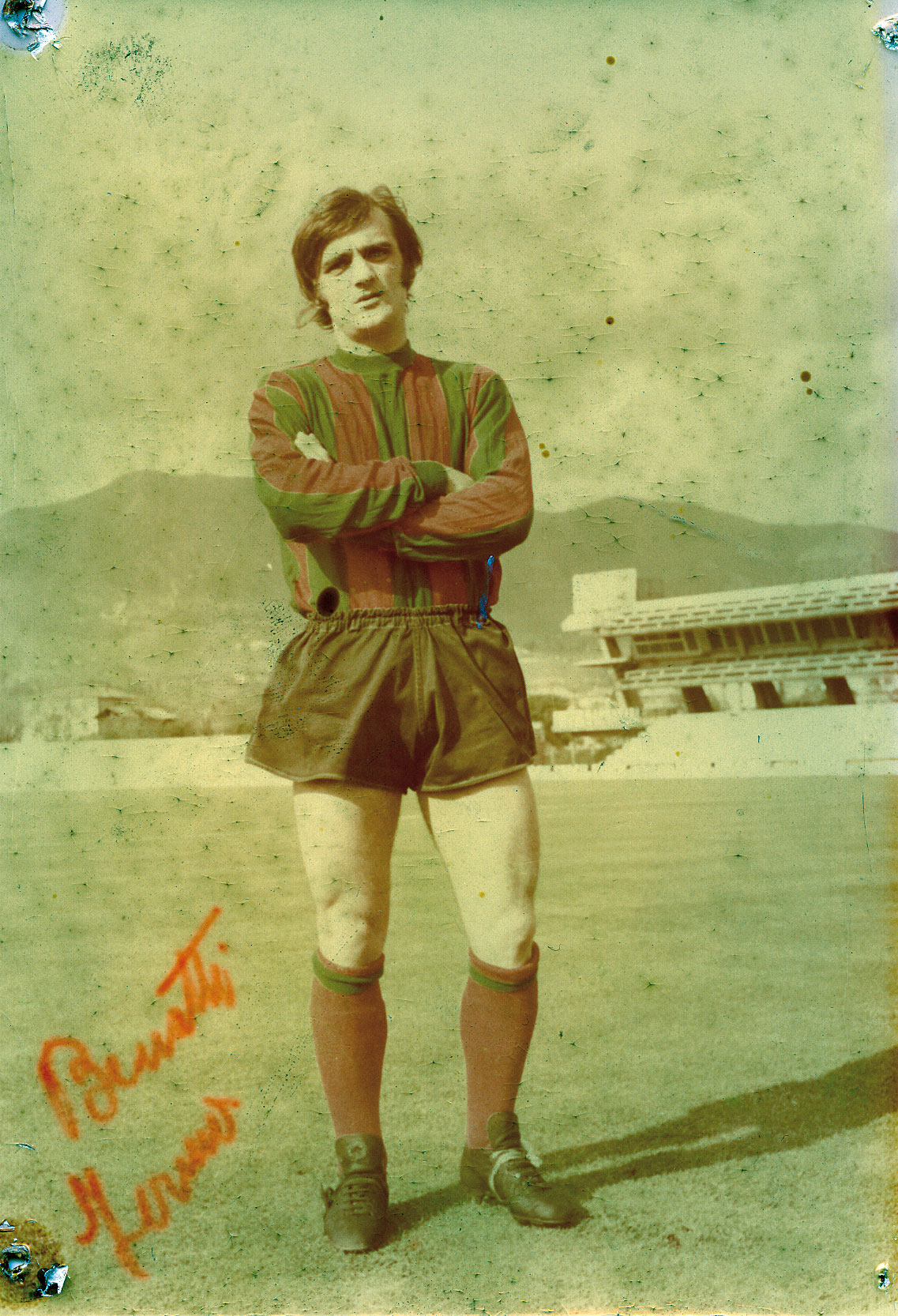
Fernando Benatti nel 1963

Dopo gli inizi nella Mirandolese, ha legato il suo nome principalmente a due società, il Messina e la Ternana, effettuando tuttavia percorsi sportivi opposti nei due casi.
Se infatti con il Messina esordisce in Serie A nella stagione 1964-65 e scende fino alla Serie C nella stagione 1968-69, con i rossoverdi ottiene due promozioni dalla B alla A (nelle stagioni 1971-72 e 1973-74) pur se seguite immediatamente dalla retrocessione l'annata successiva; dal 1973 al 1975, a seguito dell'abbandono di Romano Marinai, diventa inoltre il capitano degli umbri. Dopo la seconda retrocessione nella stagione 1974-75 Benatti abbandona il calcio di vertice, passando all'Arezzo in Serie C, e successivamente alla Paganese e alla Reggina.
In carriera ha totalizzato complessivamente 78 presenze e 2 reti in Serie A  e 219 presenze e 2 reti in Serie B. È tuttora il calciatore più presente in serie A con la maglia della Ternana, nonché l'autore dell'ultima rete finora messa a segno dai rossoverdi in massima serie (realizzata su calcio di rigore nella sconfitta interna col Milan del 18 maggio 1975).

## Palmarès

### Giocatore

#### Competizioni nazionali
- Campionato italiano di Serie B: 1

Ternana: 1971-1972